# Andreas Lettsch
Andreas Lettsch (* vor 1519; † nach 1534) war ein deutscher Notar, Schulmeister und Chronist.
Nach eigener Angabe wurde er geboren zu Schwenningen, in Frage kommt Villingen-Schwenningen, denkbar wäre auch Schwenningen am Heuberg. Seine Chronik, auch Villinger Chronik bezeichnet, ist neben Heinrich Hugs Villinger Chronik und Heinrich Küssenbergs Chronik, eine bedeutende, natürlich unter Vorbehalt seiner katholischen Sichtweise, Quelle zum Beginn des Deutschen Bauernkriegs in Süddeutschland, in der Grafschaft Hauenstein, der Landgrafschaft Stühlingen und Landgrafschaft Klettgau. Er beschreibt insbesondere auch den Anführer der Bauern Hans Müller von Bulgenbach, dem er persönlich begegnet ist. Er war zur Abfassungszeit seiner Chronik tätig im Kloster St. Blasien unter dem Abt Johannes Spielmann. Die Chronik selbst, von seiner Hand in deutscher Sprache geschrieben, kam nach der Auflösung St. Blasiens in das Archiv in Karlsruhe.

## Schriften
- Chronik des Andreas Lettsch von 1519 bis 1531. In: Quellensammlung der badischen Landesgeschichte; Band II, Karlsruhe 1854, S. 42–56 Digitalisat der UB Freiburg - in Frakturschrift
  - Abschrift von Gerhard Boll pdf